# BC Sparta Prague
Le BC Sparta Prague est un club tchèque de basket-ball. Le club, section du club omnisports du Sparta Prague, est basé dans la ville de Prague.

## Historique
Le club appartenait encore à l'élite jusqu'en 2006.

### Noms successifs
- 1939-1949 : AC Sparta Prague
- 1950-1964 : Spartak Sokolovo Prague
- 1965-1990 : Sparta CKD Prague
- 1991-2006 : BC Sparta Prague
- Depuis 2007 : BA Sparta Prague

### Entraîneurs successifs
| - 1939-1942 : Václav Jeřábek - 1942-1944 : Josef Klíma - 1946-1948 : Jaroslav First - 1948-1950 : Miloslav Kříž - 1950-1951, 1955-1958: Lubomír Bednář - 1952-1956, 1958-1964 : Josef Ezr - 1964-1965 : Vladimír Lodr - 1965-1970, 1996-1997 : Vladimír Heger - 1970-1971 : Ladislav Šenkýř | - 1971-1979 : Jiří Baumruk - 1979-1985 : Vladimír Mandel - 1985-1990 : Lubor Blažek - 1990-1992 : Jiří Růžička - 1992-1993 : Jiří Zídek - 1993-1994 : Pavel Majerík - 1994-1996, 1997-2003 : Michal Ježdík - 2003-2006 : Jaromír Geršl |

## Palmarès
- Championnat de Tchécoslovaquie :
  - Vainqueur (2) : 1940, 1960
  - Deuxième (10) : 1948/49, 1949/50, 1950/51, 1951, 1956, 1959, 1961, 1989, 1990, 1991
  - Troisième (9) : 1942, 1957, 1962, 1964, 1966, 1967, 1968, 1969, 1976
- Championnat de République tchèque
  - Deuxième (10) : 1993
  - Troisième place : (1) 1994
- Coupe de République tchèque (en)
  - Finaliste (1) :  1995

## Joueurs célèbres ou marquants
- Josef Ezr (31 octobre 1923 – 2 novembre 2013)[2], joueur (1948–1959), entraîneur (1952-1964), président (1952-1990)
- Jiří Baumruk (27 juin 1930 - 23 novembre 1989)[3],[4], joueur (1949–1964), entraîneur (1971-1979)
- Miroslav Baumruk (né le 12 juillet 1926), joueur (1950-1956)
- Bohumil Tomasek (né le 21 juin 1936)[5],[6], joueur (1949–1964)
- Zdeněk Douša (né le 5 mars 1947)[7],[8], joueur (1966–1987)
- Vladimir Viloval (né le 5 décembre 1961)[9] joueur (1980-1991, 1996–2002), entraîneur (2004)
- Michal Jezdik (né le 4 août 1963)[10] joueur (1981-1998), entraîneur (1994-2003)
- Jiří Zídek Jr. (né le 2 août 1973)[11]  joueur (1990-1991), NBA (1995-1998)[12]
- Ondřej Starosta (né le 28 mai 1979) joueur (1998-2000)
- Pavel Miloš (né le 26 juillet 1979)[13] joueur (1996–2005), NBA Draft 2001 candidat[14]
- Jiří Welsch (né le 27 janvier 1980)[15],[16], joueur (1998–2000), NBA (2002-2006)[17]